# Перетворення Ганкеля
У математиці перетворення Ганкеля (Ханкеля) виражає будь-яку дану функцію {\displaystyle f(r)} як зважену суму нескінченної кількості функцій Бесселя першого роду {\displaystyle J_{\nu }(kr)}. Всі функції Бесселя в сумі мають однаковий порядок {\displaystyle \nu }, але відрізняються коефіцієнтом масштабування {\displaystyle k} вздовж осі {\displaystyle r}. Необхідний коефіцієнт Fν кожної функції Бесселя в сумі, як функція коефіцієнта масштабування {\displaystyle k}, визначає перетворювану функцію. Перетворення Ганкеля є інтегральним перетворенням і було вперше отримано математиком Германом Ганкелем. Воно також відоме як перетворення Фур'є-Бесселя. Подібно до того, як перетворення Фур'є для нескінченного інтервалу пов'язане з рядом Фур'є над скінченним інтервалом, так і перетворення Ганкеля над нескінченним інтервалом пов'язане з рядом Фур'є-Бесселя над скінченим інтервалом.

## Визначення
Перетворення Ганкеля порядку {\displaystyle \nu } функції {\displaystyle f(r)} задається формулою
{\displaystyle f(r)=\int _{0}^{\infty }F_{\nu }(k)J_{\nu }(kr)\,k\,\mathrm {d} k,}
де {\displaystyle J_{\nu }} —  функція Бесселя першого роду порядку {\displaystyle \nu } при {\displaystyle \nu \geq -{\frac {1}{2}}}. Обернене перетворення Ганкеля {\displaystyle F_{\nu }(k)} визначається формулою
{\displaystyle \int _{0}^{\infty }|f(r)|\,r^{\frac {1}{2}}\,\mathrm {d} r<\infty .}
яку можна легко перевірити, використовуючи співвідношення ортогональності, описане нижче.

### Область визначення
Існування оберненого перетворення Ганкеля функції {\displaystyle f(r)} справедливо для кожної точки, в якій {\displaystyle f(r)} неперервна, за умови, що функція визначена на {\displaystyle (0;\infty )}, є кусково неперервною й обмеженої варіації на будь-якому скінченому підінтервалі в {\displaystyle (0;\infty )} та
{\displaystyle h_{\nu }(k)=\int _{0}^{\infty }g(r)J_{\nu }(kr)\,{\sqrt {kr}}\,\mathrm {d} r.}
Однак, як і для перетворення Фур'є, область може бути розширена на області всюди щільного аргументу, щоб включити деякі функції, для яких вищенаведений інтеграл не є скінченим, наприклад {\displaystyle f(r)=(1+r)^{-3/2}}.

### Альтернативні означення
За альтернативним означенням перетворення Ганкеля для функції {\displaystyle g(r)} це
Якщо {\displaystyle g(r)=f(r){\sqrt {r}}}, то {\displaystyle h_{\nu }(k)=F_{\nu }(k){\sqrt {k}}.}
Ці два означення пов'язані між собою:
{\displaystyle g(r)=\int _{0}^{\infty }h_{\nu }(k)J_{\nu }(kr)\,{\sqrt {kr}}\,\mathrm {d} k.}
Це означає, що, як в першому означенні, перетворення Ганкеля тут є оберненим до самого себе:
{\displaystyle \int _{0}^{\infty }|g(r)|\,\mathrm {d} r<\infty ,}
На області визначення виконується умова
{\displaystyle \int _{0}^{\infty }f(r)g(r)\,r\,\mathrm {d} r=\int _{0}^{\infty }F_{\nu }(k)G_{\nu }(k)\,k\,\mathrm {d} k.}
Отже, перетворення Ганкеля можна розширити на ширший клас функцій. Відповідно до наведеного вище посилання, якщо взяти інтеграл як границю з верхньою межею, що прямує до нескінченності (невласний інтеграл, а не інтеграл Лебега), то перетворення Ганкеля та відповідне обернене перетворення визначені для всіх функцій з простору L 2{\displaystyle (0;\infty )}.

## Перетворення рівняння Лапласа
Перетворення Ганкеля може бути використано для перетворення та розв’язання рівняння Лапласа, записаного в циліндричних координатах. Під дією перетворення Ганкеля, оператор Бесселя домножується на {\displaystyle -q^{2}}. В осесиметричному випадку рівняння з частинними похідними набуває вигляду
{\displaystyle {\mathcal {H}}_{0}\left\{{\frac {\partial ^{2}u}{\partial r^{2}}}+{\frac {1}{r}}{\frac {\partial u}{\partial r}}+{\frac {\partial ^{2}u}{\partial z^{2}}}\right\}=-q^{2}U+{\frac {\partial ^{2}}{\partial z^{2}}}U,}
що є звичайним диференціальним рівнянням відносно перетвореної змінній {\displaystyle U}.

## Ортогональність
Функції Бесселя утворюють ортогональний базис з ваговим коефіцієнтом {\displaystyle r}:
{\displaystyle \int _{0}^{\infty }J_{\nu }(kr)J_{\nu }(k'r)\,r\,\mathrm {d} r={\frac {\delta (k-k')}{k}},\quad k,k'>0.}

## Теорема Планшереля та теорема Персеваля
Якщо {\displaystyle f(r)} і {\displaystyle g(r)} є такими, що їх перетворення Ганкеля {\displaystyle F_{\nu }(k)} і {\displaystyle G_{\nu }(k)} є добре визначеним, то теорема Планшереля стверджує:
{\displaystyle \int _{0}^{\infty }f(r)g(r)r\operatorname {d} r=\int _{0}^{\infty }F_{\nu }(k)G_{\nu }(k)\operatorname {d} k.}
Теорема Персеваля, яка стверджує
{\displaystyle \int _{0}^{\infty }|f(r)|^{2}r\operatorname {d} r=\int _{0}^{\infty }|F_{\nu }(k)|^{2}k\operatorname {d} k,}
є частинним випадком теореми Планшереля. Доведення цих теорем ґрунтується на властивостях ортогональності.

## Зв’язок з багатовимірним перетворенням Фур’є
Перетворення Ганкеля часто зустрічається у фізичних задачах із циліндричною або сферичною симетрією при записі багатовимірного перетворення Фур’є в гіперсферичних координатах.
Розглянемо функцію {\displaystyle f(\mathbf {r} )} {\textstyle d}-вимірного вектора r. Його {\textstyle d}-вимірне перетворення Фур'є визначається як
{\displaystyle F(\mathbf {k} )=\int _{\mathbb {R} ^{d}}f(\mathbf {r} )e^{-i\mathbf {k} \cdot \mathbf {r} }\,\mathrm {d} \mathbf {r} .}
Для того, щоб переписати його в гіперсферичних координатах, можна використати розклад плоскої хвилі на {\textstyle d}-вимірні гіперсферичні гармоніки {\displaystyle Y_{l,m}}:
{\displaystyle e^{-i\mathbf {k} \cdot \mathbf {r} }=(2\pi )^{d/2}(kr)^{1-d/2}\sum _{l=0}^{+\infty }(-i)^{l}J_{d/2-1+l}(kr)\sum _{m}Y_{l,m}(\Omega _{\mathbf {k} })Y_{l,m}^{*}(\Omega _{\mathbf {r} }),}
де {\textstyle \Omega _{\mathbf {r} }} і {\textstyle \Omega _{\mathbf {k} }} — набори всіх гіперсферичних кутів у {\displaystyle \mathbf {r} }-просторі та {\displaystyle \mathbf {k} }-просторі. Це дає наступне співвідношення для {\textstyle d}-вимірного перетворення Фур’є в гіперсферичних координатах:
{\displaystyle F(\mathbf {k} )=(2\pi )^{d/2}k^{1-d/2}\sum _{l=0}^{+\infty }(-i)^{l}\sum _{m}Y_{l,m}(\Omega _{\mathbf {k} })\int _{0}^{+\infty }J_{d/2-1+l}(kr)r^{d/2}\mathrm {d} r\int f(\mathbf {r} )Y_{l,m}^{*}(\Omega _{\mathbf {r} })\mathrm {d} \Omega _{\mathbf {r} }.}
Якщо розкласти {\displaystyle f(\mathbf {r} )} і {\displaystyle F(\mathbf {k} )} через гіперсферичні гармоніки:
{\displaystyle f(\mathbf {r} )=\sum _{l=0}^{+\infty }\sum _{m}f_{l,m}(r)Y_{l,m}(\Omega _{\mathbf {r} }),\quad F(\mathbf {k} )=\sum _{l=0}^{+\infty }\sum _{m}F_{l,m}(k)Y_{l,m}(\Omega _{\mathbf {k} }),}
то перетворення Фур'є в гіперсферичних координатах спрощується до
{\displaystyle k^{d/2-1}F_{l,m}(k)=(2\pi )^{d/2}(-i)^{l}\int _{0}^{+\infty }r^{d/2-1}f_{l,m}(r)J_{d/2-1+l}(kr)r\mathrm {d} r.}
Це означає, що функції з кутовою залежністю у вигляді гіперсферичної гармоніки зберігають її при багатовимірному перетворенні Фур’є, тоді як радіальна частина змінюється при перетворенні Ганкеля (з точністю до деяких додаткових множників, таких як {\textstyle r^{d/2-1}}).

### Часткові випадки

#### Перетворення Фур'є розмірності 2
Якщо двовимірну функцію f(r) розкласти в мультипольний ряд
{\displaystyle f(r,\theta )=\sum _{m=-\infty }^{\infty }f_{m}(r)e^{im\theta _{\mathbf {r} }},}
тоді його двовимірне перетворення Фур'є задається формулою
{\displaystyle F(\mathbf {k} )=2\pi \sum _{m}i^{-m}e^{im\theta _{\mathbf {k} }}F_{m}(k),}
де {\displaystyle F_{m}(k)=\int _{0}^{\infty }f_{m}(r)J_{m}(kr)\,r\,\mathrm {d} r} є перетворенням Ганкеля {\textstyle m}-го порядку для {\displaystyle f_{m}(r)} (у цьому випадку {\textstyle m} виконує роль кутового моменту, який було позначено як {\textstyle l} у попередньому розділі).

#### Перетворення Фур'є розмірності 3
Якщо тривимірну функцію f(r) розкласти в мультипольний ряд над сферичними гармоніками,
{\displaystyle f(r,\theta _{\mathbf {r} },\varphi _{\mathbf {r} })=\sum _{l=0}^{+\infty }\sum _{m=-l}^{+l}f_{l,m}(r)Y_{l,m}(\theta _{\mathbf {r} },\varphi _{\mathbf {r} }),}
тоді його тривимірне перетворення Фур'є задається формулою
{\displaystyle F(k,\theta _{\mathbf {k} },\varphi _{\mathbf {k} })=(2\pi )^{3/2}\sum _{l=0}^{+\infty }(-i)^{l}\sum _{m=-l}^{+l}F_{l,m}(k)Y_{l,m}(\theta _{\mathbf {k} },\varphi _{\mathbf {k} }),}
де {\displaystyle {\sqrt {k}}F_{l,m}(k)=\int _{0}^{+\infty }{\sqrt {r}}f_{l,m}(r)J_{l+1/2}(kr)r\mathrm {d} r.}⁣ — це перетворення Ганкеля для {\displaystyle {\sqrt {r}}f_{l,m}(r)} порядку {\textstyle (l+1/2)}.
Цей вид перетворення Ганкеля напівцілого порядку також відомий як сферичне перетворення Бесселя.

#### Перетворення Фур'є розмірностіd(випадок радіальної симетрії)
Якщо d-вимірна функція f(r) не залежить від кутових координат, то її d-вимірне перетворення Фур'є F(k) також не залежить від кутових координат і визначається як
{\displaystyle k^{d/2-1}F(k)=(2\pi )^{d/2}\int _{0}^{+\infty }r^{d/2-1}f(r)J_{d/2-1}(kr)r\mathrm {d} r,}
що є перетворенням Ганкеля {\displaystyle r^{d/2-1}f(r)} порядку {\textstyle (d/2-1)} до множника {\displaystyle (2\pi )^{d/2}}.

#### Двовимірні функції всередині обмеженого радіуса
Якщо двовимірну функцію f(r) розширити в мультипольний ряд, а коефіцієнти розкладу  fm досить гладкі поблизу початку координат і дорівнюють нулю поза радіусом R, радіальну частину f(r)/rm можна розкласти до степеневого ряду за {\displaystyle 1-\left({\frac {r}{R}}\right)^{2}}:
{\displaystyle f_{m}(r)=r^{m}\sum _{t\geq 0}f_{m,t}\left(1-\left({\tfrac {r}{R}}\right)^{2}\right)^{t},\quad 0\leq r\leq R,}
то двовимірне перетворення Фур'є функції f(r) має вигляд
{\displaystyle {\begin{aligned}F(\mathbf {k} )&=2\pi \sum _{m}i^{-m}e^{im\theta _{k}}\sum _{t}f_{m,t}\int _{0}^{R}r^{m}\left(1-\left({\tfrac {r}{R}}\right)^{2}\right)^{t}J_{m}(kr)r\,\mathrm {d} r&&\\&=2\pi \sum _{m}i^{-m}e^{im\theta _{k}}R^{m+2}\sum _{t}f_{m,t}\int _{0}^{1}x^{m+1}(1-x^{2})^{t}J_{m}(kxR)\,\mathrm {d} x&&(x={\tfrac {r}{R}})\\&=2\pi \sum _{m}i^{-m}e^{im\theta _{k}}R^{m+2}\sum _{t}f_{m,t}{\frac {t!2^{t}}{(kR)^{1+t}}}J_{m+t+1}(kR),\end{aligned}}}
де остання рівність випливає з §6.567.1. Коефіцієнти розкладу fm,t визначаються за допомогою дискретних перетворень Фур'є: якщо радіальна відстань масштабується як
{\displaystyle r/R\equiv \sin \theta ,\quad 1-(r/R)^{2}=\cos ^{2}\theta ,}
то коефіцієнти ряду Фур’є–Чебишева g виглядають як
{\displaystyle f(r)\equiv r^{m}\sum _{j}g_{m,j}\cos(j\theta )=r^{m}\sum _{j}g_{m,j}T_{j}(\cos \theta ).}
Використання додаткового розкладу в ряд
{\displaystyle \cos(j\theta )=2^{j-1}\cos ^{j}\theta -{\frac {j}{1}}2^{j-3}\cos ^{j-2}\theta +{\frac {j}{2}}{\binom {j-3}{1}}2^{j-5}\cos ^{j-4}\theta -{\frac {j}{3}}{\binom {j-4}{2}}2^{j-7}\cos ^{j-6}\theta +\cdots }
приводить до представлення fm,t через суми gm,j.
Це один із різновидів методів швидкого перетворення Ганкеля.

## Зв’язок з перетвореннями Фур’є та Абеля
Перетворення Ганкеля є одним із членів циклу Фур’є-Ганкеля-Абеля інтегральних операторів. У розмірності два, якщо визначити A як оператор інтегрального перетворення Абеля, F як оператор перетворення Фур'є, а H як оператор перетворення Ганкеля нульового порядку, то частинний випадок теореми про проєкційний зріз для циклічно-симетричних функцій стверджує, що
{\displaystyle FA=H.}
Іншими словами, застосування перетворення Абеля до одновимірної функції, а потім застосування перетворення Фур’є до цього результату — це те саме, що застосування перетворення Ганкеля до цієї функції. Цей підхід можна розширити на вищі розмірності.

## Чисельне оцінювання
Простий та ефективний підхід до чисельної оцінки перетворення Ганкеля базується на спостереженні, що воно може бути представлено у вигляді згортки за допомогою логарифмічної заміни змінних
{\displaystyle r=r_{0}e^{-\rho },\quad k=k_{0}e^{\kappa }.}
У цих нових змінних перетворення Ганкеля набуває вигляду
{\displaystyle {\tilde {F}}_{\nu }(\kappa )=\int _{-\infty }^{\infty }{\tilde {f}}(\rho ){\tilde {J}}_{\nu }(\kappa -\rho )\mathrm {d} \rho ,}де{\displaystyle {\tilde {f}}(\rho )=(r_{0}e^{-\rho })^{1-n}f(r_{0}e^{-\rho }),\quad {\tilde {F}}_{\nu }(\kappa )=(k_{0}e^{\kappa })^{1+n}F_{\nu }(k_{0}e^{\kappa }),\quad {\tilde {J}}_{\nu }(\kappa -\rho )=(k_{0}r_{0}e^{\kappa -\rho })^{1+n}J_{\nu }(k_{0}r_{0}e^{\kappa -\rho }).}
Тепер інтеграл можна обчислити чисельно зі складністю {\textstyle O(N\log N)} при використанні швидкого перетворення Фур'є. Алгоритм можна додатково спростити, використовуючи відомий аналітичний вираз для перетворення Фур'є {\textstyle {\tilde {J}}_{\nu }}:
{\displaystyle \int _{-\infty }^{+\infty }{\tilde {J}}_{\nu }(x)e^{-iqx}\mathrm {d} x={\frac {\Gamma \left({\frac {\nu +1+n-iq}{2}}\right)}{\Gamma \left({\frac {\nu +1-n+iq}{2}}\right)}}2^{n-iq}e^{iq\ln(k_{0}r_{0})}.}
Оптимальний вибір параметрів {\textstyle r_{0},k_{0},n} залежить від властивостей функції {\textstyle f(r)}, зокрема, від її асимптотичної поведінки при {\textstyle r\rightarrow 0} і {\textstyle r\rightarrow \infty }.
Цей алгоритм відомий як “квазішвидке перетворення Ганкеля”, або просто “швидке перетворення Ганкеля”.
Оскільки алгоритм базується на швидкому перетворенні Фур'є в логарифмічних змінних, функція {\textstyle f(r)} має бути визначена на логарифмічній сітці. Для функцій, визначених на однорідній сітці, існує ряд інших алгоритмів, включаючи безпосередню квадратуру, методи, що базуються на теоремі про проєкційний зріз, та методи, що використовують асимптотичні розклади функцій Бесселя.

## Перетворення Ганкеля для деяких функцій
| {\displaystyle f(r)}                             | {\displaystyle F_{0}(k)} |
| ------------------------------------------------ | --- |
| {\displaystyle 1}                                | {\displaystyle {\frac {\delta (k)}{k}}} |
| {\displaystyle {\frac {1}{r}}}                   | {\displaystyle {\frac {1}{k}}} |
| {\displaystyle r}                                | {\displaystyle -{\frac {1}{k^{3}}}} |
| {\displaystyle r^{3}}                            | {\displaystyle {\frac {9}{k^{5}}}} |
| {\displaystyle r^{m}}                            | {\displaystyle {\frac {2^{m+1}\Gamma \left({\tfrac {m}{2}}+1\right)}{k^{m+2}\Gamma \left(-{\tfrac {m}{2}}\right)}},\quad -2<\Re (m)<-{\tfrac {1}{2}}} |
| {\displaystyle {\frac {1}{\sqrt {r^{2}+z^{2}}}}} | {\displaystyle {\frac {e^{-k\|z\|}}{k}}} |
| {\displaystyle {\frac {1}{z^{2}+r^{2}}}}         | {\displaystyle K_{0}(kz),\quad z\in \mathbf {C} } |
| {\displaystyle {\frac {e^{iar}}{r}}}             | {\displaystyle {\frac {i}{\sqrt {a^{2}-k^{2}}}},\quad a>0,k<a}                                                                                        |
| {\displaystyle {\frac {e^{iar}}{r}}}             | {\displaystyle {\frac {1}{\sqrt {k^{2}-a^{2}}}},\quad a>0,k>a}                                                                                        |
| {\displaystyle e^{-{\frac {1}{2}}a^{2}r^{2}}}    | {\displaystyle {\frac {1}{a^{2}}}e^{-{\tfrac {k^{2}}{2a^{2}}}}}                                                                                       |
| {\displaystyle {\frac {1}{r}}J_{0}(lr)e^{-sr}}   | {\displaystyle {\frac {2}{\pi {\sqrt {(k+l)^{2}+s^{2}}}}}K{\bigg (}{\sqrt {\frac {4kl}{(k+l)^{2}+s^{2}}}}{\bigg )}}                                   |
| {\displaystyle -r^{2}f(r)}                       | {\displaystyle {\frac {\mathrm {d} ^{2}F_{0}}{\mathrm {d} k^{2}}}+{\frac {1}{k}}{\frac {\mathrm {d} F_{0}}{\mathrm {d} k}}}                           |

| {\displaystyle f(r)}                           | {\displaystyle F_{\nu }(k)} |
| ---------------------------------------------- | --- |
| {\displaystyle r^{s}}                          | {\displaystyle {\frac {2^{s+1}}{k^{s+2}}}{\frac {\Gamma \left({\tfrac {1}{2}}(2+\nu +s)\right)}{\Gamma ({\tfrac {1}{2}}(\nu -s))}}}                                                 |
| {\displaystyle r^{\nu -2s}\Gamma (s,r^{2}h)}   | {\displaystyle {\tfrac {1}{2}}\left({\tfrac {k}{2}}\right)^{2s-\nu -2}\gamma \left(1-s+\nu ,{\tfrac {k^{2}}{4h}}\right)}                                                            |
| {\displaystyle e^{-r^{2}}r^{\nu }U(a,b,r^{2})} | {\displaystyle {\frac {\Gamma (2+\nu -b)}{2\Gamma (2+\nu -b+a)}}\left({\tfrac {k}{2}}\right)^{\nu }e^{-{\frac {k^{2}}{4}}}\,_{1}F_{1}\left(a,2+a-b+\nu ,{\tfrac {k^{2}}{4}}\right)} |
| {\displaystyle r^{n}J_{\mu }(lr)e^{-sr}}       | Виражається через еліптичні інтеграли. |
| {\displaystyle -r^{2}f(r)}                     | {\displaystyle {\frac {\mathrm {d} ^{2}F_{\nu }}{\mathrm {d} k^{2}}}+{\frac {1}{k}}{\frac {\mathrm {d} F_{\nu }}{\mathrm {d} k}}-{\frac {\nu ^{2}}{k^{2}}}F_{\nu }}                 |

{\displaystyle K_{n}(z)} — це модифікована функція Бесселя другого роду. {\displaystyle K(z)} — повний еліптичний інтеграл першого роду.
Вираз
{\displaystyle {\frac {\mathrm {d} ^{2}F_{0}}{\mathrm {d} k^{2}}}+{\frac {1}{k}}{\frac {\mathrm {d} F_{0}}{\mathrm {d} k}}}
збігається з оператором Лапласа в полярних координатах {\displaystyle (k,\theta )}, який застосовано до сферично-симетричної функції {\displaystyle F_{0}(k)}.
Перетворення Ганкеля для поліномів Церніке є по суті функціями Бесселя (Noll 1976):
{\displaystyle R_{n}^{m}(r)=(-1)^{\frac {n-m}{2}}\int _{0}^{\infty }J_{n+1}(k)J_{m}(kr)\,\mathrm {d} k}
для парної різниці n − m ≥ 0.